# بیوت کریک کنیون (کالیفرنیا)
بیوت کریک کنیون (به انگلیسی: Butte Creek Canyon) یک منطقهٔ مسکونی در ایالات متحده آمریکا است که در شهرستان بیوت، کالیفرنیا واقع شده‌است. بیوت کریک کنیون ۵۳٫۰۹ کیلومتر مربع مساحت و ۲۸٬۸۰۶ نفر جمعیت دارد و ۳۱۲٫۱۲ متر بالاتر از سطح دریا واقع شده‌است.